# Ocean Drive (Lied)
Ocean Drive ist ein Lied des britischen DJs und Musikproduzenten Duke Dumont.

## Hintergrund
Das Lied wurde von Dumont, Hal Ritson, James Norton und Jax Jones geschrieben und von Dumont und Jones produziert. Gesungen wird es von Boy Matthews. Es erschien am 31. Juli 2015 als erste Singleauskopplung aus der EP Blasé Boys Club Pt. 1, mit welcher eine Serie an EPs eingeleitet wurde. Im September 2015 wurde eine EP mit fünf Remixes des Songs veröffentlicht. Das Lied ist auch auf Dumonts Album Duality enthalten, welches 2020 veröffentlicht wurde. Musikalisch wird es den Genres Deep House, Nu-Disco und Popmusik zugeordnet und gilt als Sommerhit. Inhaltlich handelt das Lied von einer brechenden Beziehung, wobei diese metaphorisch mit einer Fahrt verglichen wird.

## Rezeption
Ocean Drive zählt zu den bisher größten Erfolgen von Duke Dumont. Auch das Musikvideo ist auf YouTube mit über 650 Millionen Aufrufen das bisher erfolgreichste von Dumont.

## Kommerzieller Erfolg

### Chartplatzierungen
Im Vereinigten Königreich erreichte Ocean Drive Platz 42 der Charts, was die bis dahin niedrigste Platzierung in seiner Heimat war. Trotzdem wurde die Single langfristig zu einem seiner größten Erfolge und wurde später wie die Nummer-eins-Hits Need U (100 %) und I Got U mit Platin ausgezeichnet. In Australien konnte Ocean Drive bis auf Platz fünf steigen, in Neuseeland bis auf Platz 14. In den Vereinigten Staaten wurde zwar keine Platzierung in den Billboard Hot 100 erreicht, allerdings platzierte sich das Lied in den Hot Dance/Electronic Songs sowie auf Platz eins der Dance Club Songs. Zudem wurde die Single in Griechenland und Polen ein Nummer-eins-Hit.
| ChartsChartplatzierungen     | Höchstplatzierung | Wochen |
| ---------------------------- | ----------------- | ------ |
| Vereinigtes Königreich (OCC) | 42 (13 Wo.)       | 13     |

### Auszeichnungen für Musikverkäufe
Im Vereinigten Königreich wurde Ocean Drive 2020 mit einer Platin-Schallplatte ausgezeichnet. In Polen konnte die Single 2016 Diamant-Status erreichen. Insgesamt wurde Ocean Drive mit vier Goldenen, 10 Platin- und zwei Diamantenen Schallplatte für über 2,5 Millionen verkaufte Einheiten ausgezeichnet.
| Land/Region                  | Auszeichnungen für Musikverkäufe (Land/Region, Auszeichnung, Verkäufe) | Verkäufe  |
| ---------------------------- | ---------------------------------------------------------------------- | --------- |
| Australien (ARIA)            | 4× Platin                                                              | 280.000   |
| Brasilien (PMB)              | Diamant                                                                | 250.000   |
| Dänemark (IFPI)              | Gold                                                                   | 45.000    |
| Griechenland (IFPI)          | 2× Platin                                                              | 40.000    |
| Italien (FIMI)               | Gold                                                                   | 25.000    |
| Kanada (MC)                  | 2× Platin                                                              | 160.000   |
| Neuseeland (RMNZ)            | 5× Platin                                                              | 150.000   |
| Niederlande (NVPI)           | Platin                                                                 | 80.000    |
| Polen (ZPAV)                 | Diamant                                                                | 100.000   |
| Portugal (AFP)               | Gold                                                                   | 5.000     |
| Spanien (Promusicae)         | Gold                                                                   | 30.000    |
| Vereinigte Staaten (RIAA)    | Platin                                                                 | 1.000.000 |
| Vereinigtes Königreich (BPI) | 2× Platin                                                              | 1.200.000 |
| Insgesamt                    | 4× Gold · 17× Platin · 2× Diamant ·                                    | 3.385.000 |